# Комско-леккийский диалект
Комско-леккийский диалект — группа наречий западноломбардского языка, распространённые в провинциях Комо и Лекко, особенно вокруг столиц и к северу от них.
Наиболее значимые диалекты:
- Комский (употребляется в Комо)
- Лагэ (употребляется на побережье озера Комо)
- Интельвийский (употребляется в Валь д`Интельви)
- Валассинский (употребляется в Валлассинских долинах)
- Леккийский (употребляется а городе и пригородах Лекко)
- Вальсассинский (употребляется в Вальсассинских долинах)

## Вальсассинский диалект
Вальсассинский диалект — диалект западноломбардского языка, распространённый в долине Вальсассина.
Местное наречие обладает рядом свойств, значительно отличающих его от других диалектов комско-леккийской группы. Существует множество говоров, характерных для разных населённых пунктов Вальсассины. Такая языковая обособленность возникла вследствие труднодоступности селений этой местности в прошлые века.